# Панова, Татьяна Дмитриевна
Татья́на Дми́триевна Пано́ва (род. 1949) — советский и российский историк, главный археолог (заведующая археологическим отделом) музея-заповедника «Московский Кремль», автор публикаций, посвящённых средневековой Москве, её некрополистике. Доктор исторических наук.

## Исследования
Руководит уникальным проектом по реконструкции внешнего облика и погребальных одеяний русских цариц, погребённых в Вознесенском соборе Кремля, а после 1929 года — в подземных покоях Архангельского собора Кремля.